# فرقه عیادت از مریم مقدس
فرقه عیادت از مریم مقدس (لاتین: Ordo Visitationis Beatissimae Mariae Virginis)
فرقه عیادت از مریم مقدس (به لاتین: Ordo Visitationis Beatissimae Mariae Virginis) که به اختصار VSM نامیده می‌شود، یک فرقه مذهبی کاتولیک برخوردار از حقوق پاپی برای زنان است.
نام‌های دیگر این فرقه عیادتگران (Visitandines)، خواهران عیادتی (Visitation Sisters) و خواهران سالزی (Salesian Sisters) است.

## تاریخچه
فرقه عیادت از مریم مقدس در سال ۱۶۱۰ توسط فرانسوا دو سال و ژین فرانسوا دو شانتال در انسی، اوت-ساووآ، فرانسه تأسیس شد. در ابتدا، بنیانگذار به فکر یک فرقه مذهبی نبود. او مایل بود جماعتی بدون دریافت نذر از مردم تشکیل دهد، جایی که تنها در طول سال نوآموزی می‌شد در دیر اقامت داشت، پس از آن خواهر مذهبی می‌توانست به نوبت بیرون برود و از بیماران و فقرا عیادت کند. این فرقه با الهام از دیدار مریم باکره و دیدار شاد او با یکی از خویشاوندش، یعنی الیصابات که در مسیحیت به عنوان «عیادت» جشن گرفته می‌شود، با نام عیادت از مریم مقدس نامگذاری شد.

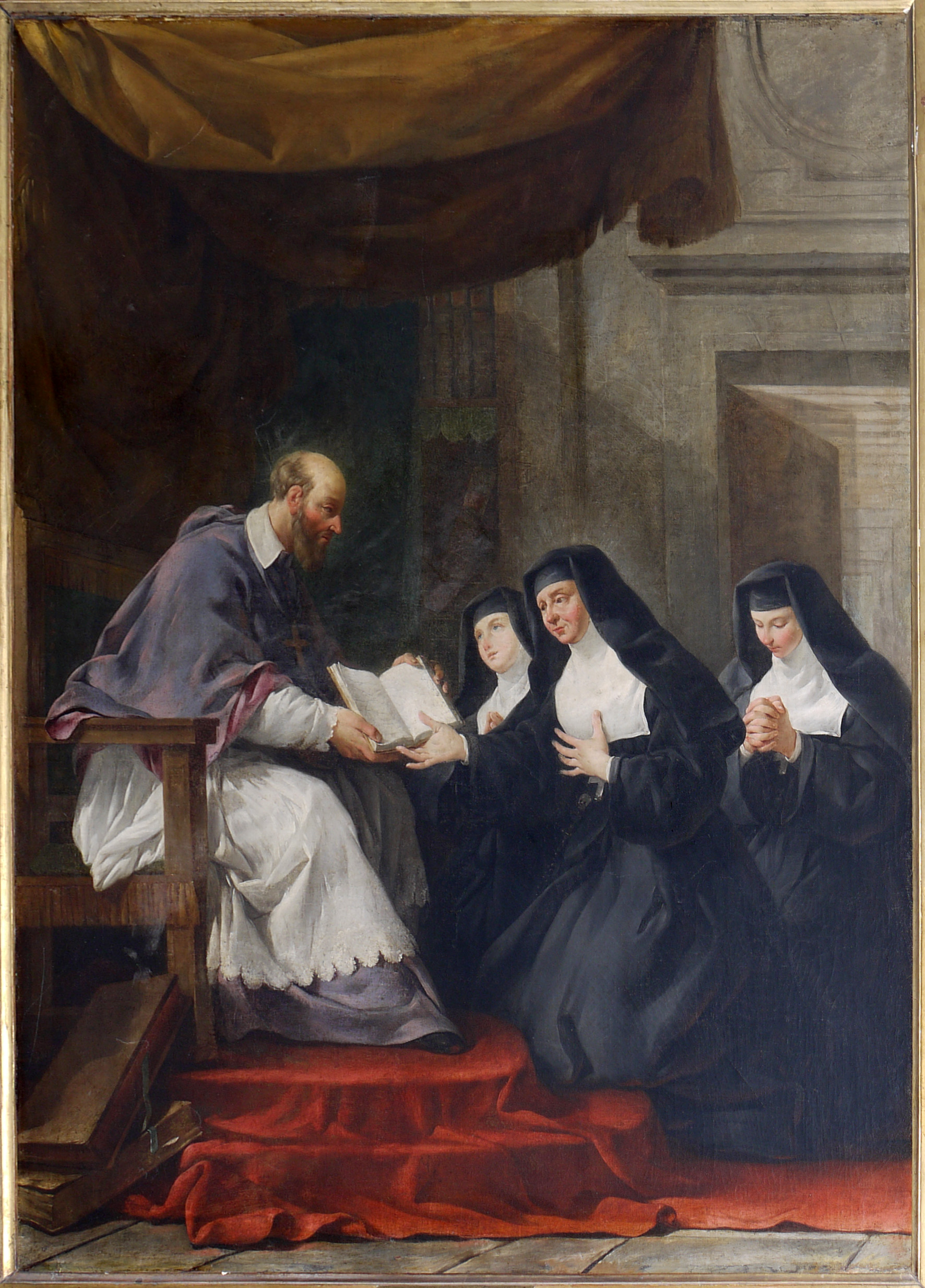
قدیس فرانسوا دو سال قانون فرقه عیادت از مریم مقدس را به قدیسه ژین فرانسوا دو شانتال هدیه می‌دهد.

دوسال از ژین دو شانتال دعوت کرد تا با او در برپایی نوع جدیدی از زندگی مذهبی همکاری کند، نوعی که برای زنان مسن‌تر و افراد با بنیه ضعیف‌تر در دسترس باشد، و بر فضایل درونی پنهان مانند فروتنی، اطاعت، فقر، بخشش متعادل و صبر تأکید کند، و بر اساس نمونهٔ مریم مقدس در سفر رحمت به عمه‌اش الیزابت باشد. این فرقه برای خوش‌آمدگویی به کسانی که نمی‌توانستند ریاضت‌های لازم در سایر فرقه‌ها را به‌جا آورند، تأسیس شد. به‌جای زمزمهٔ دفتر نیایش در نیمه‌شب، خواهران ساعت هشت و نیم شب به تلاوت دفتر کوچک مریم مقدس می‌پرداختند. نه پرهیز دائمی وجود داشت و نه روزه‌داری طولانی‌مدت. فرقه عیادت از مریم مقدس توسط پل پنجم در سال ۱۶۱۸ به‌طور قانونی تأسیس شد که به آن تمام امتیازات سایر فرقه‌ها را اعطا کرد. یک مهر و موم پاپی از اوربان هشتم آن را در سال ۱۶۲۶ به‌طور رسمی تأیید کرد.

## کشش
کشش خاص به فرقه عیادت، نظم درونی است که عمدتاً از طریق تمرین دو فضیلت ابراز می‌شود: فروتنی و ملایمت. شعار این فرقه «زنده باد عیسی» است.
نخستین صومعه در لیون در سال ۱۶۱۵ تأسیس شد که به دنبال آن مولن (۱۶۱۶)، گرنوبل (۱۶۱۸)، بورژ (۱۶۱۸) و معبد مارِه در پاریس (۱۶۱۹) تأسیس شدند. هنگامی که فرانسوا دو سال در سال ۱۶۲۲ درگذشت، ۱۳ صومعه تأسیس شده بود؛ در زمان مرگ ژین فرانسوا دو شانتال در ۱۶۴۱، تعداد آن‌ها به ۸۶ صومعه رسید.
این فرقه از فرانسه به سراسر اروپا و آمریکای شمالی گسترش یافت. تا سال ۲۰۲۱، حدود ۱۵۰ صومعه خودمختار عیادت در سراسر جهان وجود دارد.

### پرتغال

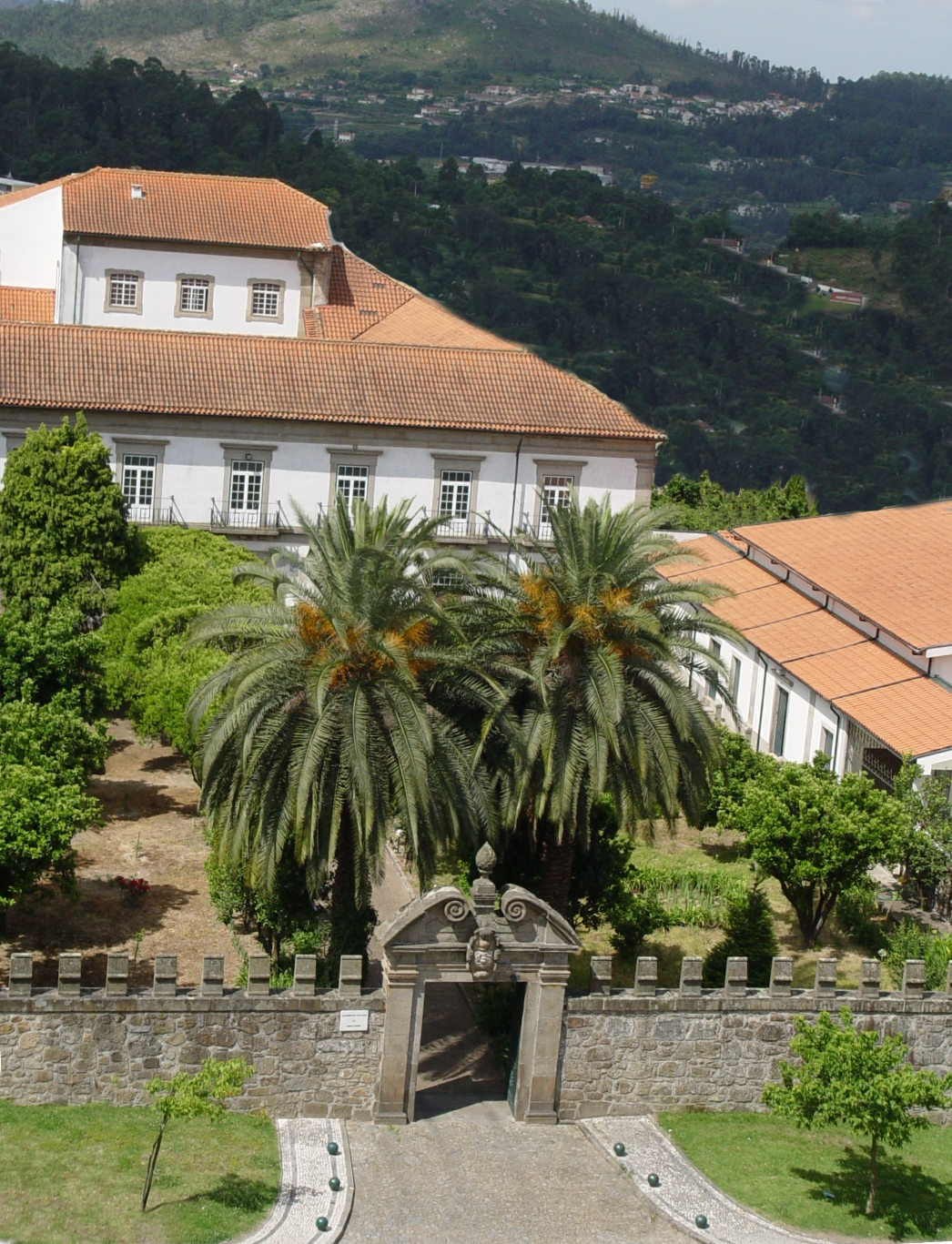
صومعه راهبه‌های عیادتی در براگا، پرتغال.

فرقه عیادت از مریم مقدس از سال ۱۷۸۴ در پرتغال حضور داشته و امروزه سه صومعه را در آنجا نگهداری می‌کند: در براگا، در ویلا داس آوس و در باتالیا. خواهران عیادتی در پرتغال، همانند مارگارت مری آلاکوک در گذشته، اقدام به تولید و توزیع تندیسک‌های قلب مقدس عیسی (شبیه نوار شانه‌ای) می‌کنند.

### انگلستان
در جریان انقلاب فرانسه در ۱۷۸۹، زمانی که همهٔ خانه‌های مذهبی سرکوب شدند، بسیاری از خواهران فرانسوی به سایر کشورهای کاتولیک پناه بردند. خواهران در روان، شمال فرانسه، به صومعه‌های پرتغالی گریختند و تنها با مرگ روبسپیر در ۱۷۹۴ از گیوتین نجات یافتند. در ۱۸۰۳، شش خواهر لیسبون را با یک کشتی باری انگلیسی ترک کردند و در حالی که در دریا بودند، توسط دزدان دریایی فرانسه مورد حمله قرار گرفتند. به دلیل ملیتشان (آنها فرانسوی بودند نه انگلیسی) از آن‌ها صرف‌نظر شد و با خیال راحت به بندر ویگو در اسپانیا بازگردانده شدند. پس از اقامتی کوتاه در اسپانیا، سه نفر از خواهران تلاش دوم خود را برای عبور از پورتو انجام دادند و بدون درگیری بیشتر با دزدان دریایی در ۲۹ ژانویه ۱۸۰۴ وارد فالماوث شدند. آنها بعداً به اکتون سفر کردند و در ۱۹ مارس ۱۸۰۴ اولین صومعه عیادت را در خاک انگلیس تأسیس کردند. آنها متعاقباً به والدرون نقل مکان کردند.

### آلمان
در سال ۱۸۳۵، فرقه عیادت از مریم مقدس دیترامس‌تسل، صومعهٔ بویربرگ (آلمانی: Kloster Beuerberg) در اویراسبورگ، آلمان را به دست آورد. بین سال‌های ۱۸۴۶ و ۱۹۳۸، آن‌ها در صومعهٔ بویربرگ یک مدرسهٔ دخترانه و خانه‌ای برای مادران شیرده اداره می‌کردند و بعد از آن، خانه‌ای برای بهبودی سالمندان. این صومعه همچنان متعلق به فرقهٔ عیادت از مریم مقدس است.

### کلمبیا
نُه خواهر عیادت از مادرید اسپانیا در سال ۱۸۹۲ به کلمبیا آمدند و اولین صومعه را در سانتا فه، بوگوتا تأسیس کردند.

### ایرلند
خواهران عیادتی در سال ۱۹۵۵ به ایرلند آمدند و صومعه‌ای را در استامولن، شهرستان میث تأسیس کردند. هنگامی که مادر مری ترزا اودوایر، رئیس صومعهٔ عیادت رزلند انگلستان، متوجه شد که برادران سنت جان خدای در حال ترک سیلورستریم هستند، از اسقف مِث برای اجازهٔ ورود فرقهٔ عیادت به حوزهٔ اسقفی او درخواست کرد. مشکلات تأمین نیرو با قرض گرفتن سه خواهر از آمریکا حل شد. صومعه‌های عیادت سنت پل مینه سوتا، بروکلین نیویورک و آتلانتا جورجیا هر کدام یک خواهر را قرض دادند.

### کره جنوبی
در سال ۲۰۰۵، شش خواهر عیادتی از مانیزالِس کلمبیا به کره جنوبی آمدند. صومعهٔ عیادت در جونگ‌اوک-اِوپ، یونچئون، در استان گیونگ‌گی، کره جنوبی تأسیس شد.

### لهستان
خواهران عیادت (به لهستانی: Zakon Nawiedzenia Najświętszej Marii Panny یا siostry wizytki) اولین بار توسط ملکهٔ هم‌نشین لهستان، ماری لوییز، که به‌طور گسترده به‌عنوان حامی و پشتیبان کلیسای کاتولیک شناخته می‌شد، به مشترک‌المنافع لهستان–لیتوانی دعوت شدند. با ورود ۱۲ راهبه به ورشو، آرزوی او محقق شد. تعداد خواهران ویزیتاسیون ورشو به سرعت افزایش یافت و این صومعه تا قبل از ۱۷۰۰ دو صومعهٔ دیگر را در کراکوف و ویلنیوس تأمین مالی کرد. پس از تجزیه لهستان، این فرقه بارها توسط ارتش‌های خارجی مورد سرقت قرار گرفت و تحت تحریم‌های اعمال‌شده توسط قدرت‌های اشغال‌گر رنج برد. در حال حاضر چهار صومعهٔ عیادت در لهستان وجود دارد.

#### ورشو
اولین صومعه در کراکوفسکیه پشدمیشچیه، نزدیک به یک اقامتگاه سلطنتی ساخته شد. راهبه‌ها در همان سال ۱۶۵۴ رسماً در آنجا محصور شدند، اما به زودی پس از آن، به دلیل تهدیدهای سیل مجبور شدند دو بار صومعه را ترک کنند - این چند قرن بعد دوباره اتفاق افتاد، زمانی که خواهران برای اسکان سربازان ناپلئونی بیرون رانده شدند. از زمان تأسیس، «ویزیتکی» (Wizytki)، یعنی عیادتی‌ها به زبان لهستانی، مدارس و خوابگاه‌هایی را برای دختران اداره می‌کردند و از فقیران شهری مراقبت می‌کردند.
بعد از شکست قیام ژانویه (۱۸۶۴)، به عنوان یکی از تلاش‌های بسیار تزار برای از بین بردن هرگونه نفوذ ملی لهستان در آموزش، به خواهران آموزش ممنوع شد - به همراه خوابگاه، پذیرش افراد جدید نیز بسته شد، به این معنی که هیچ خواهر جدیدی نمی‌توانست پذیرفته شود. «ویزیتکی» فقط در سال ۱۹۰۵ آموزش افراد جدید را از سر گرفت. قدیمی‌ترین صومعه‌های عیادت همچنین در قیام ورشو شرکت داشتند، زمانی که خواهران داوطلبانه صومعه خود را به روی مهمانان باز کردند و از مردم غیرنظامی آسیب‌پذیر محافظت کردند.
به عنوان سرپرستان یکی از برجسته‌ترین بناهای تاریخی در ورشو، خواهران نیز در حفاظت از آثار هنری مشارکت داشتند.
تحت جمهوری خلق لهستان، همین صومعه فضایی برای ارتباط و تبادل با روحانیون در کشورهایی مانند جمهوری خلق مجارستان یا چکسلواکی بود.

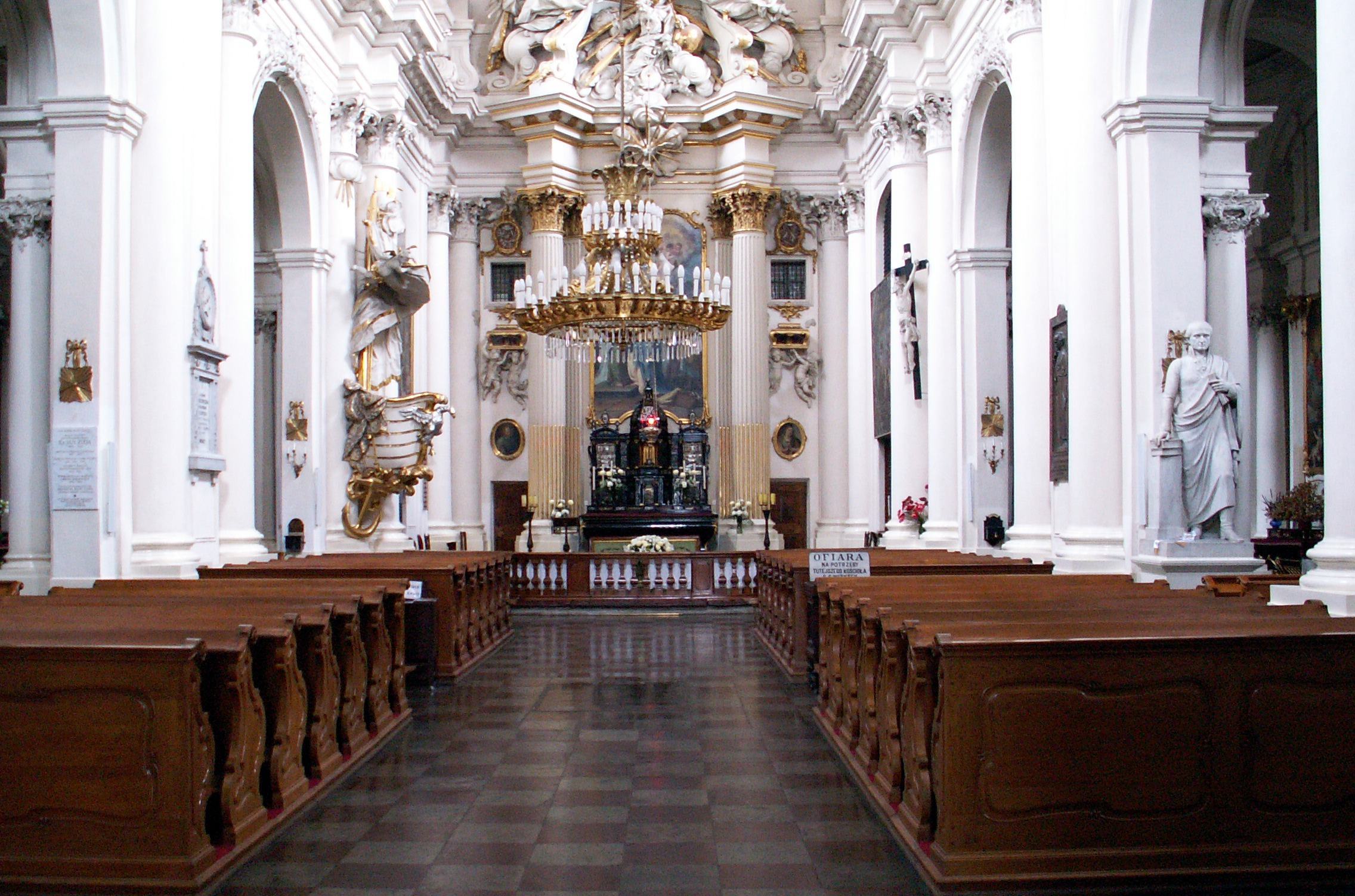
کلیسای عیادت در ورشو (نمای داخل)

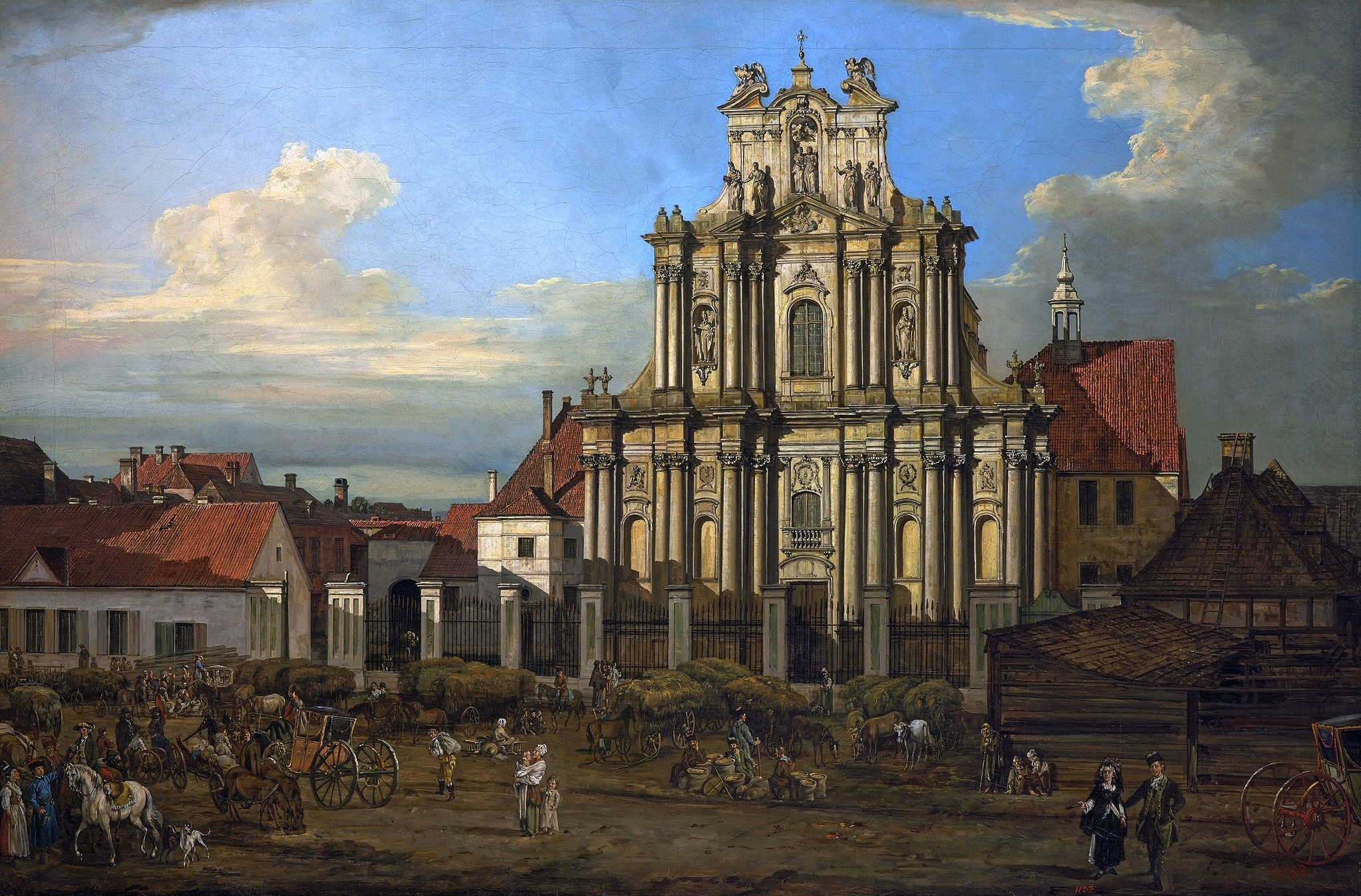
کلیسای عیادتی در ورشو (۱۷۸۰)
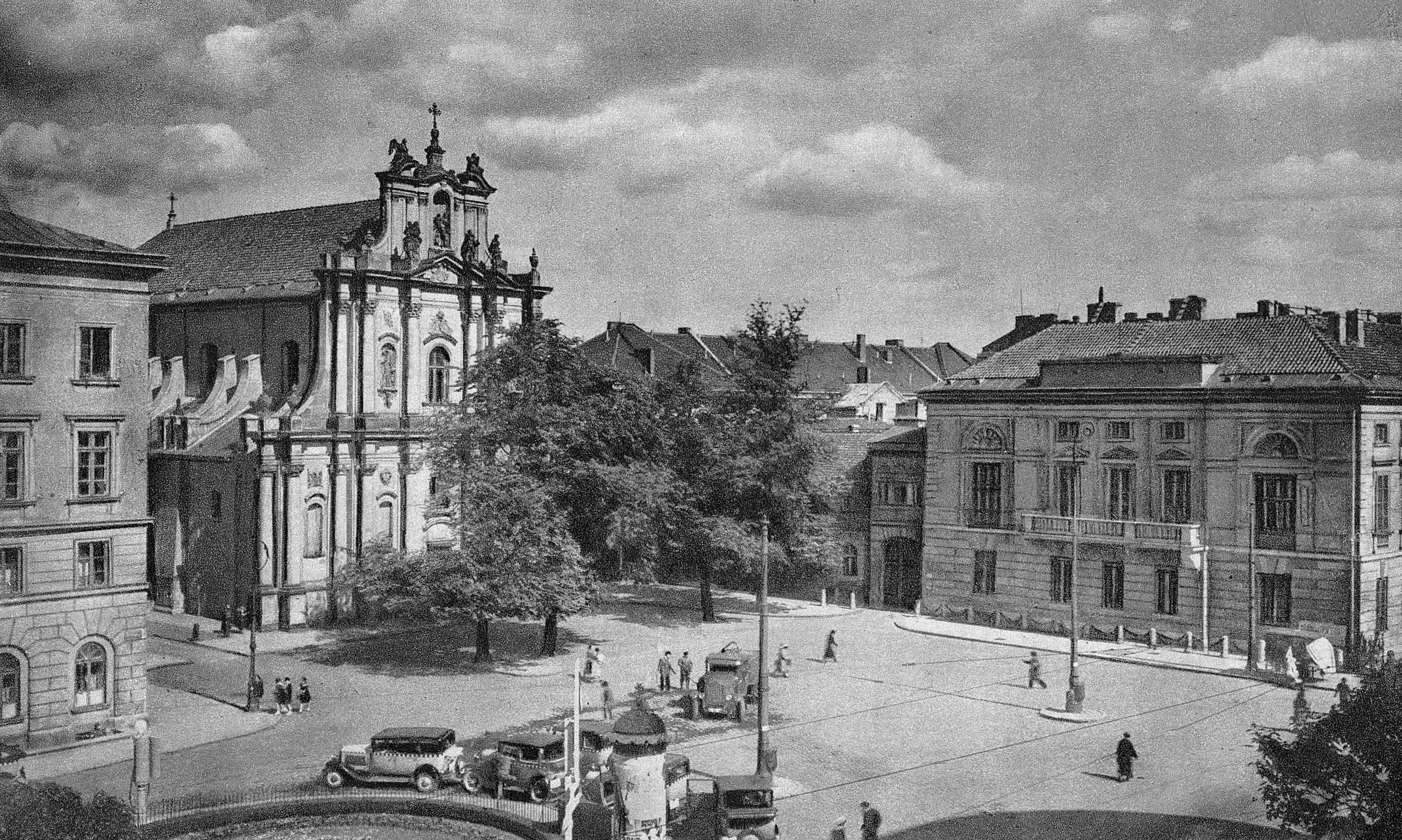
کلیسای عیادتی در ورشو (قبل از ۱۹۳۹)
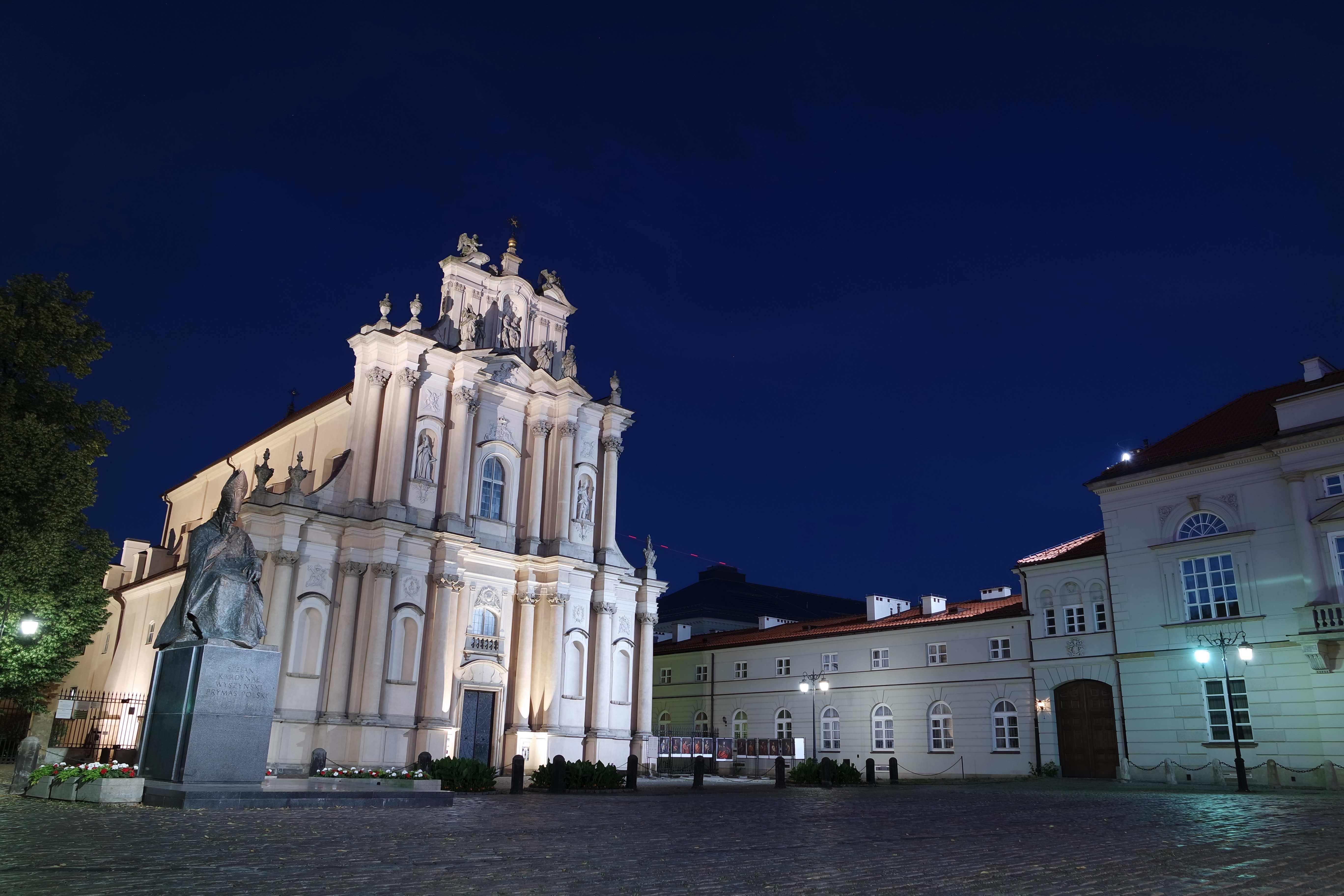
کلیسای عیادتی در ورشو (حال حاضر)

#### کراکوف
صومعه در کراکوف شکل‌گیری خود را مدیون معجزه‌ای می‌داند که توسط فرانسیس دِ سال انجام شد، هنگامی که به دعای اسقف و بنیانگذار یان مالاچوفسکی پاسخ داد، زمانی که او در رود یخ‌زده ویستولا در حال غرق شدن بود. پنج خواهر از صومعه ورشو همان زمستان به کراکوف نقل مکان کردند.

#### یاسلو

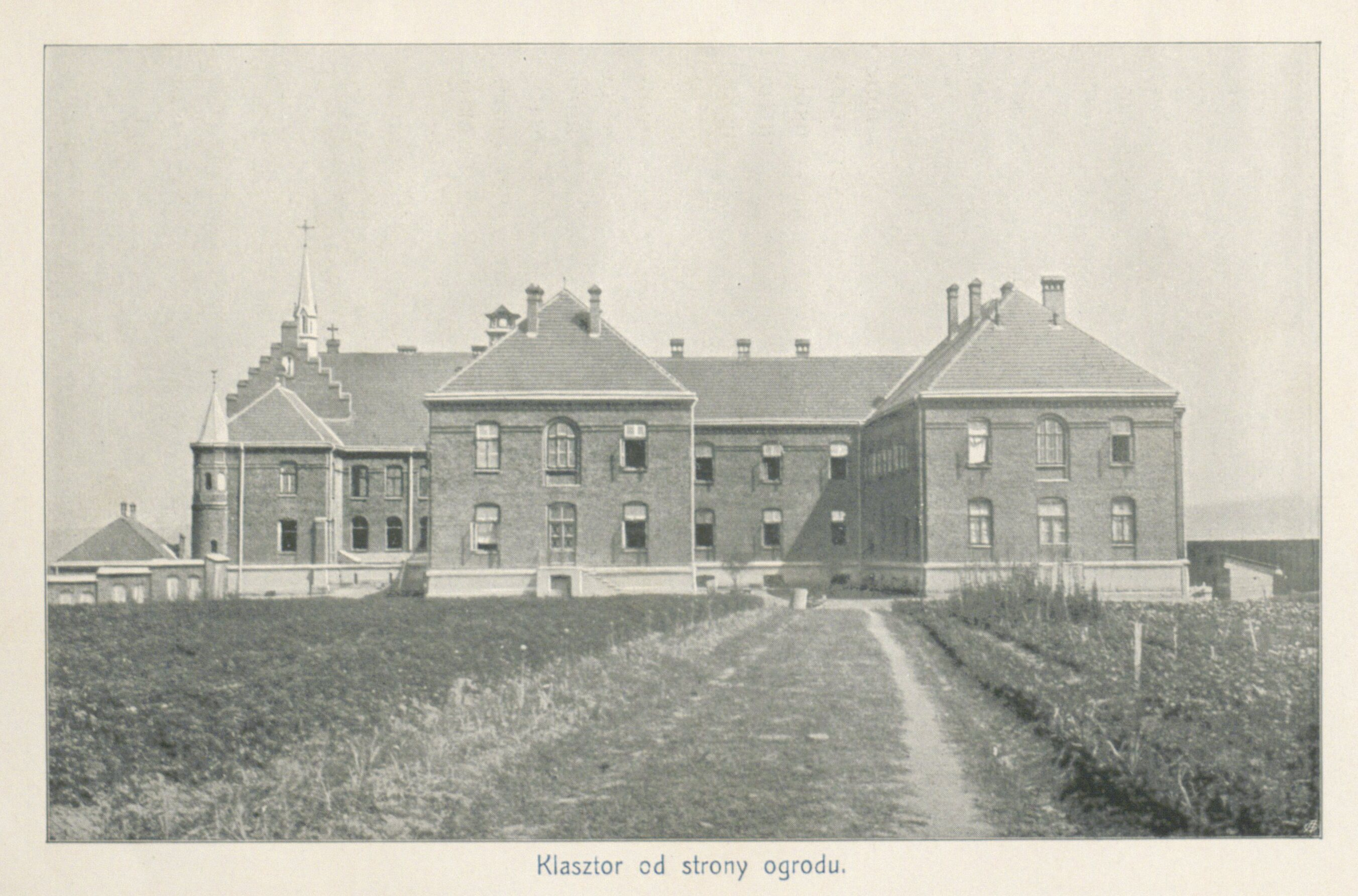
صومعه قدیمی یاسلو (۱۹۰۵)

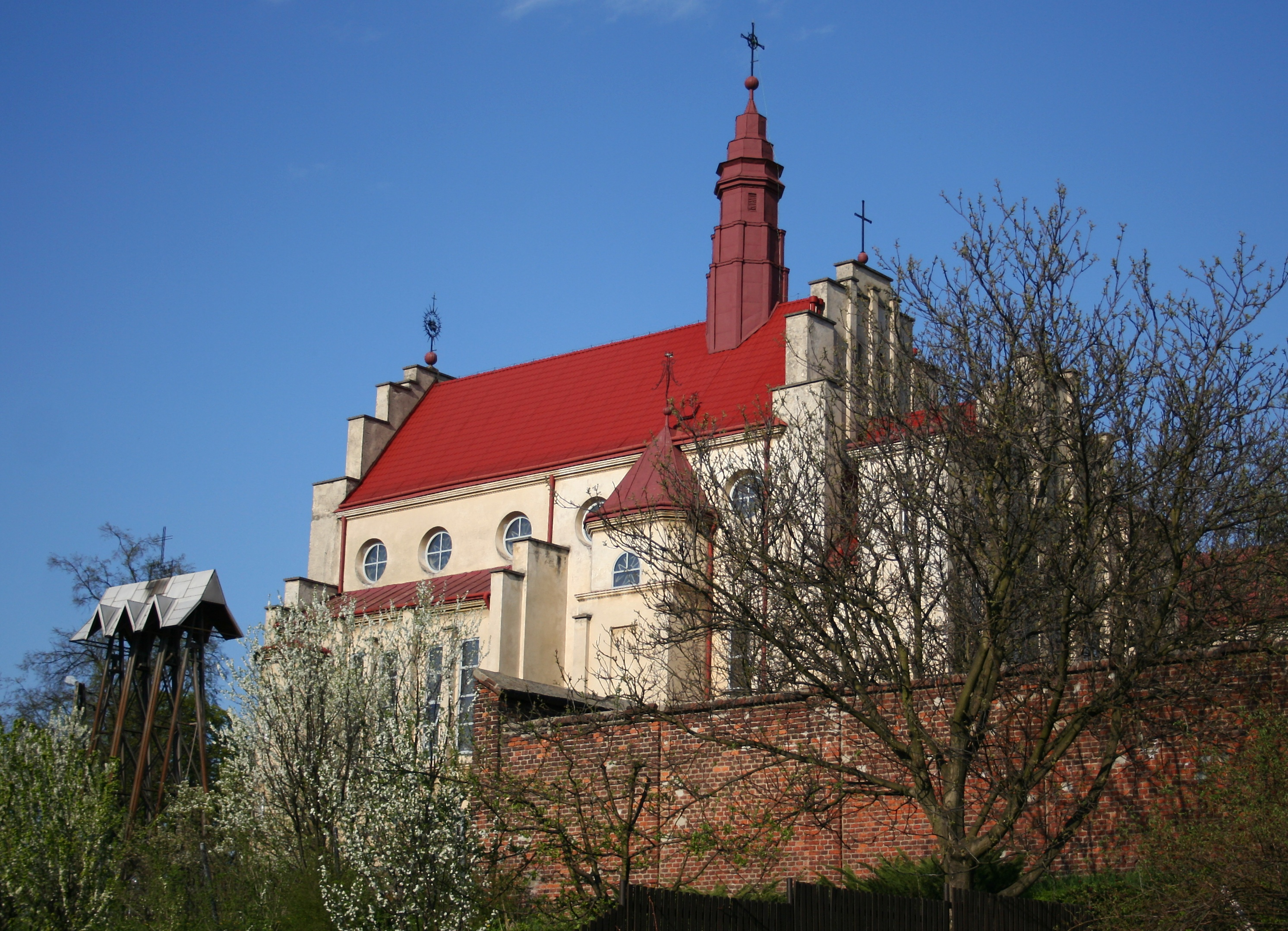
کلیسای جدید عیادت در یاسلو

صومعه مذکور در ویلنیوس با دستور نیکلای یکم در سال ۱۸۴۱ منحل شد و خواهران به زور به فرانسه تبعید شدند.
در سال ۱۹۰۱، خواهران عیادت از ورسای به لهستان آمدند، جایی که خانه جدیدی را در یک صومعه تازه ساخته شده در یاسوو پیدا کردند که در سال ۱۹۰۳ رسماً آنها را پذیرفت. خواهران عیادت یاسوو مانند صومعه‌های خواهر خود، یک پانسیون برای زنان و دختران را اداره می‌کردند، اگرچه ظرفیت آن به عنوان مدرسه به‌طور رسمی شناخته نمی‌شد. فعالیت آموزشی آنها با شروع جنگ جهانی اول متوقف شد.
در طول جنگ جهانی دوم، خواهران دوباره آواره شدند و صومعه ابتدا به یک بیمارستان جنگی تبدیل شد و سپس منفجر شد. خواهران عیادت در دهه ۱۹۵۰ به خرابه‌ها بازگشتند و روند کند بازسازی آغاز شد. در سال ۱۹۶۶، کلیسا به عنوان بخشی از جشن‌های گسترده‌تر هزارمین سالگرد مسیحی‌شدن لهستان دوباره تقدیس شد.

#### ریبنیک
در سال ۱۹۴۲، خواهران عیادت از ویلنیوس بار دیگر اخراج شدند. به آنها ممنوعیت پوشیدن لباس مخصوص راهبه داده شد و مجبور شدند برای بقیه جنگ جهانی دوم در میان مردم عادی زندگی کنند. در سال ۱۹۴۶، اسقف استانیسواف آدامسکی آنها را به شمیانوویتسه شلانسکیه دعوت کرد. در سال ۲۰۰۰، صومعه در شمیانوویتسه تعطیل شد و خواهران به ریبنیک نقل مکان کردند. خواهران عیادت در ریبنیک عمدتاً مسن هستند.

### در ایالات متحده
در ایالات متحده آمریکا ۱۰ صومعه در دو فدراسیون وجود دارد. صومعه‌های فدراسیون اول زندگی کاملاً درون‌گرایانه را سپری می‌کنند، با رعایت محصوربودگی پاپی، با نذرهای رسمی، و عادت سنتی فرقه را حفظ کرده‌اند. از ده صومعه عیادت در ایالات متحده، شش صومعه به فدراسیون اول تعلق دارد.

### فدراسیون اول
- صومعه عیادت در موبیل، آلاباما در سال ۱۸۳۳ توسط اسقف مایکل پورتیه، اولین اسقف موبیل، تأسیس شد. او با آگاهی از کمبود مدارس در حوزه خود، کار خوب راهبه‌های عیادت در سراسر زادگاهش فرانسه را به یاد آورد. پنج راهبه از صومعه جرج‌تاون، واشینگتن دی.سی. در نوامبر ۱۸۳۲ سوار کشتی بادبانی شدند و یک ماه بعد به موبیل رسیدند. در مارس ۱۸۴۰، یک گردباد ساختمان‌ها را با خاک یکسان کرد. در دهه ۱۹۵۰، مدرسه به یک خانه خلوت تبدیل شد. این صومعه همچنین به عنوان مرکز توزیع نان‌های مقدس استفاده شده توسط کلیساهای سراسر اسقف اعظم موبایل و برای بسیاری از کلیساهای ایالت‌های اطراف عمل می‌کند، خدماتی که به تعدادی از کلیساهای غیر کاتولیک نیز گسترش یافته‌است.[۵]
- در سال ۱۸۶۶، خواهران عیادت از بالتیمور، مریلند به درخواست اسقف جان مک‌گیل به ریچموند، ویرجینیا آمدند. در سال ۱۹۸۷ خواهران عیادت به راکویل، ویرجینیا نقل مکان کردند (جایی که همچنان به عنوان منبع اصلی درآمد خود به پخت نان‌های مقدس ادامه می‌دهند).[۱۸]
- در سال ۱۸۴۶، ۱۱ نفر از خواهران عیادت جرج‌تاون به فردریک، مریلند نقل مکان کردند تا مدرسه‌ای را که توسط «خواهران صدقه» در سال ۱۸۲۴ آغاز شده بود، ادامه دهند، که از آن تاریخ به بعد تبدیل به «آکادمی عیادت فردریک» شد - که نقش مهمی در تاریخ جنگ داخلی داشت. در سپتامبر ۱۸۶۲ (تا ژانویه ۱۸۶۳) توسط نیروهای اتحادیه اشغال شد و پس از نبردهای «ساوت ماونتین» و «آنتیتام» به بیمارستان صحرایی شماره ۵ تبدیل شد. در بهار سال ۲۰۰۵، صومعه عیادت درهای خود را بست و سه خواهر عیادت باقی‌مانده به صومعه عیادت مریم مقدس مونته ماریا در راکویل، ویرجینیا منتقل شدند.[۱۹]
- جامعه عیادت تایرینگهام، ماساچوست در سال ۱۸۵۳ در کیکوک، آیووا توسط صومعه عیادت مونتلوئل، فرانسه تأسیس شد. در قرن نوزدهم، برای جوامع بازدید، چه در فرانسه و چه در ایالات متحده، داشتن آکادمی دخترانه برای تأمین مخارجشان ضروری بود. پس از جابجایی از کیوکوک، آیووا به ساسپنشن بریج، نیویورک و سپس به ویلمنگتون، دلاور در سال ۱۸۶۸، یک خیرخواه سخاوتمند جامعه را قادر ساخت تا مدرسه را در سال ۱۸۹۳ تعطیل کند و زندگی کاملاً تأملی را بگذراند. در سال ۱۹۹۳، این جامعه به ماساچوست نقل مکان کرد و در دسامبر ۱۹۹۵ به صومعه فعلی خود، «مون دو کور»، نقل مکان کرد.[۲۰]
- راهبه‌های عیادت در سال ۱۹۱۵ به دعوت اسقف جوزف شرمبس از جرج‌تاون به تولدو آمدند.

### فدراسیون دوم

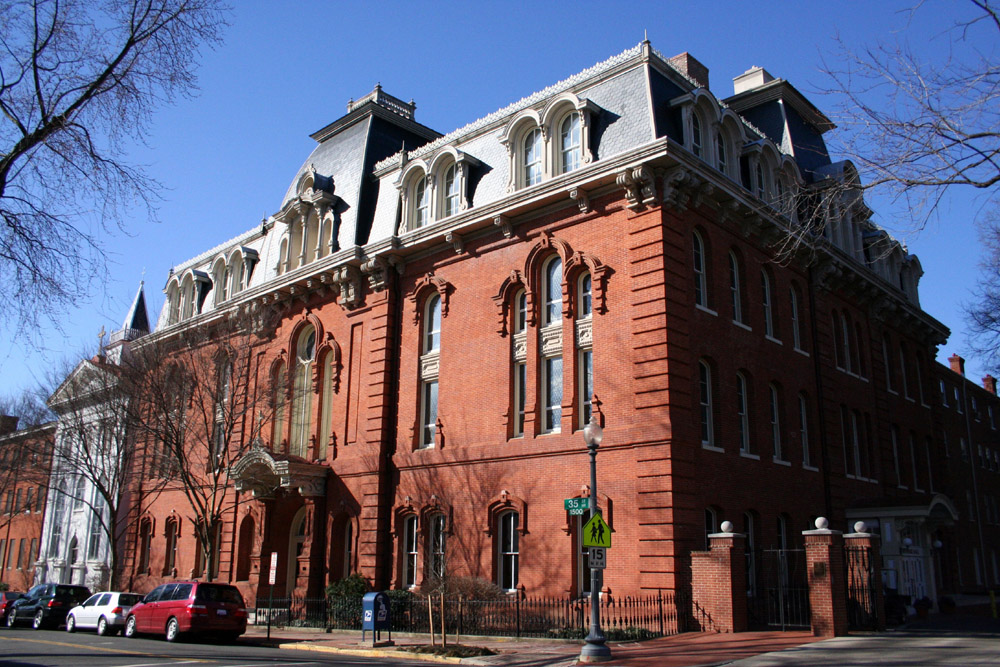
صومعه عیادت جرج‌تاون.

خواهران فدراسیون دوم کارهای رسولانه را به زندگی تأملی خود اضافه می‌کنند.
- **صومعه عیادت جرج‌تاون** اولین خانه عیادت بود که در ایالات متحده تأسیس شد. در سال ۱۷۹۹، سه خواهر از این فرقه با اجازه اسقف اعظم لئونارد نیل مدرسه‌ای دخترانه را در کنار دانشگاه جرج‌تاون در واشینگتن دی.سی. به نام «مدرسه آمادگی عیادت جرج‌تاون» تأسیس کردند. در سال ۱۸۱۶، **صومعه عیادت جرج‌تاون** با مدیریت ترزا لالور تأسیس شد.
- در تاریخ ۳ مه ۱۸۳۳، هشت خواهر از عیادت جرج‌تاون، اولین آکادمی عیادت را در میدوست در کسکاسکیا، ایلینوی تأسیس کردند. خواهران در آخرین بخش سفر خود از جرج‌تاون، از رودخانه می‌سی‌سی‌پی از ایالت میزوری به ایلینوی عبور کردند. روایات شخصی از خواهرانی می‌گویند که «در یک قایق‌سوار شدند که آن‌ها را از رودخانه عبور داد. آن‌ها به طرز خطرناکی به آب قهوه‌ای نزدیک بودند.» در آوریل ۱۸۴۴، شش خواهر برای تأسیس «آکادمی عیادت سنت لوئیس» در سنت لوئیس، میزوری آنجا را ترک کردند. در ۲۴ ژوئن، سیل رودخانه می‌سی‌سی‌پی باعث تخلیه کسکاسکیا شد و یک قایق بخار حامل بازدیدکنندگان صومعه، خواهران، دانش‌آموزان و وسایل را از طریق پنجره‌های طبقه دوم نجات داد و آن‌ها را به سنت لوئیس منتقل کرد. در سال ۱۹۹۲، پنج خواهر از عیادت راک آیلند، ایلینوی با جامعه سنت لوئیس ادغام شدند. بعداً یازده خواهر از سنت لوئیس به مرکز بازنشستگی خواهران رحمت، خانه کاترین، در سنت لوئیس نقل مکان کردند.[۲۱]
- صومعه عیادت در بروکلین، نیویورک در سال ۱۸۵۵ توسط خواهران بالتیمور تأسیس شد.[۲۲]
- در سال ۱۸۷۳، به درخواست اسقف گریس، که از آنها خواست تا بنیاد جدیدی تأسیس کرده و مدرسه‌ای به نام «مدرسه صومعه عیادت» را افتتاح کنند، شش خواهر عیادت از سنت لوئیس، میزوری با کشتی بخار به مدت هشت روز از رودخانه می‌سی‌سی‌پی به سمت شهر رودخانه‌ای رو به رشد سنت پل، مینه‌سوتا سفر کردند. مدرسه و صومعه با هم، در هنگام گسترش چهار بار نقل مکان کردند. در سال ۱۹۶۶، خواهران و مدرسه به مندوتا هاتس نقل مکان کردند، جایی که امکانات بزرگ‌تر به برنامه‌ها و ثبت نام‌های گسترده‌تر اجازه می‌داد. صومعه مندوتا برای تعطیلی در اواسط ژانویه ۲۰۱۹ برنامه‌ریزی شده بود و سه خواهر باقی‌مانده به یک مرکز مراقبت‌های بهداشتی یا صومعه عیادت دیگری نقل مکان کردند.[۲۳] مدرسه که اکنون به سادگی **مدرسه عیادت** نامیده می‌شود، امروز در محوطه مندوتا هاتس باقی مانده‌است.

در سال ۱۹۸۹، رهبری فدراسیون دوم فرقه عیادت در ایالات متحده آمریکا، یک جامعه صومعه‌ای شهری را در مینیاپولیس تأسیس کردند. آن‌ها به عنوان بخشی از خدمات خود به خانواده‌ها، جلسات آموزشی مانند آشپزی و تغذیه، امور مالی و بودجه‌بندی، آمادگی برای دانشگاه و غیره را برای نوجوانان محله ارائه می‌دهند.
آکادمی عیادت مونت دو شانتال در سال ۱۸۴۸ با نام «آکادمی دخترانه ویلینگ» در مرکز شهر ویلینگ، ویرجینیای غربی تأسیس شد و در سال ۱۸۶۵ نام فعلی خود را به خود گرفت. در حالی که همه مقاطع تحصیلی پنجم تا دوازدهم دخترانه بود، مدارس مونتسوری و ابتدایی مونت دو شانتال مختلط بود. این مدرسه در ۳۱ مه ۲۰۰۸ تعطیل شد و راهبه‌ها به «عیادت جرج‌تاون» در واشینگتن دی.سی. نقل مکان کردند. این ساختمان در سال ۱۹۷۸ در فهرست ثبت ملی اماکن تاریخی قرار گرفت، اما در ۷ نوامبر ۲۰۱۱ تخریب شد.

## عیادتی‌های برجسته

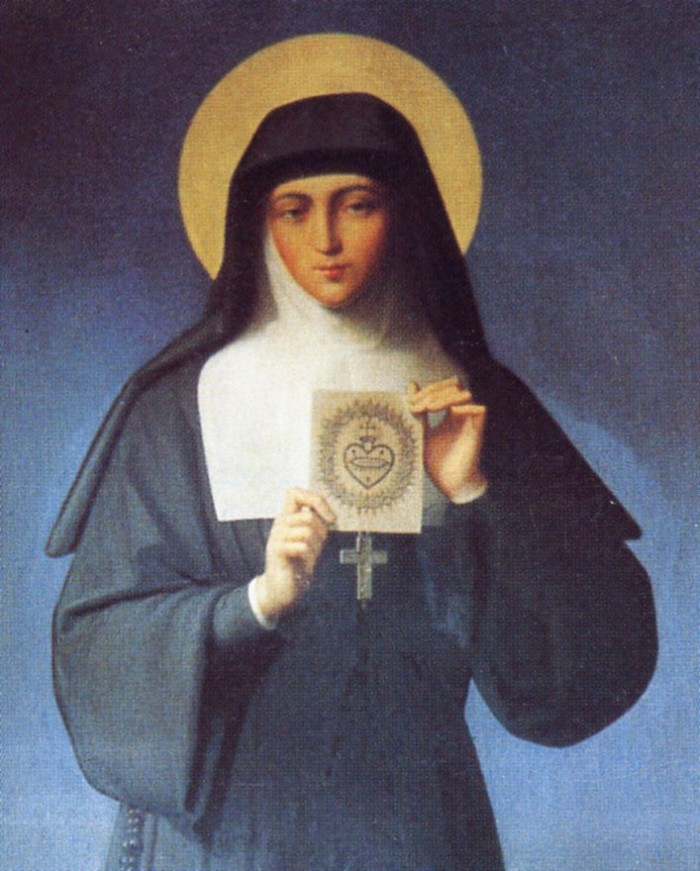
مارگِرِت ماری آلِکوک

یکی از قدیسان برجسته این فرقه، **مارگِرِت ماری آلِکوک** است که گفته می‌شود مکاشفات قلب مقدس را دریافت کرد که منجر به **نذر اولین جمعه** و ساعت‌های مقدس شد.

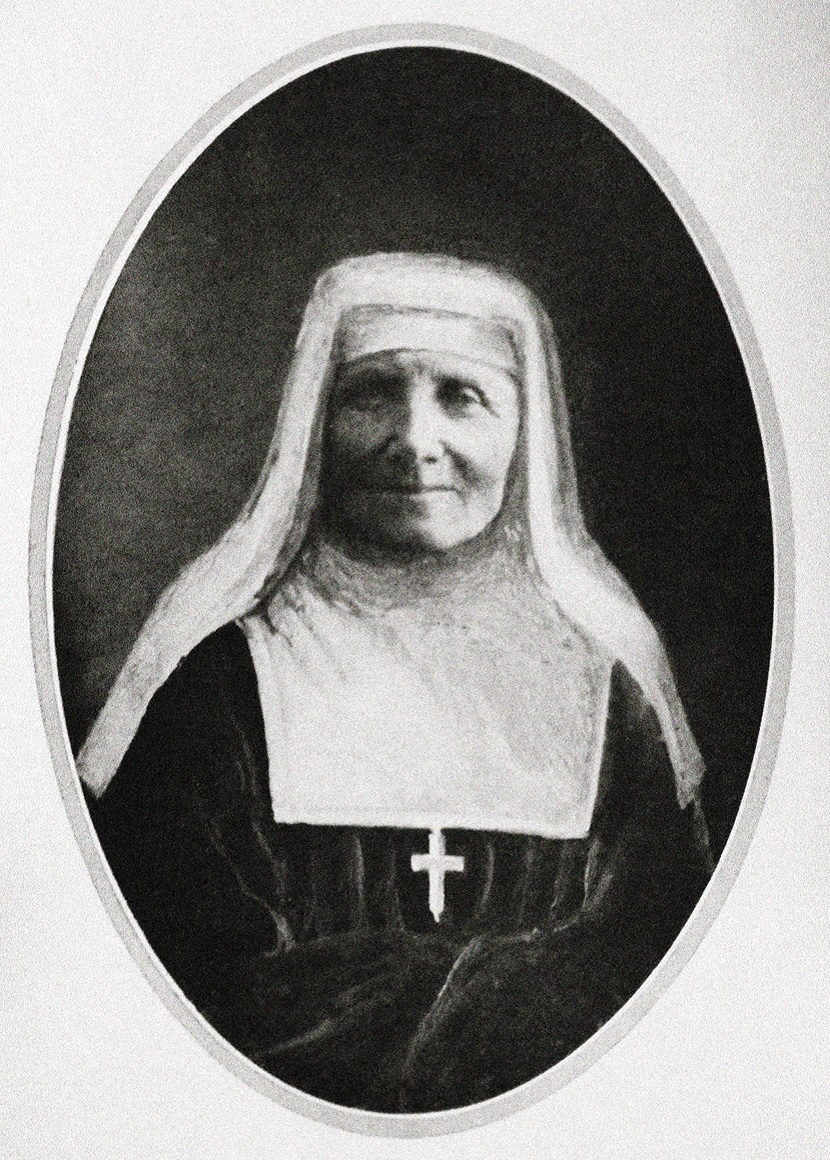
ماری مارتا شامبون

شخصیت برجسته دیگری از فرقه عیادتی **ماری مارتا شامبون** بود که به دلیل گزارش مجموعه‌ای از مکاشفات از عیسی و معرفی **نذر پنج زخم مقدس** (یا "تسبیح پنج زخم مقدس") در اوایل قرن بیستم شناخته شده‌است.

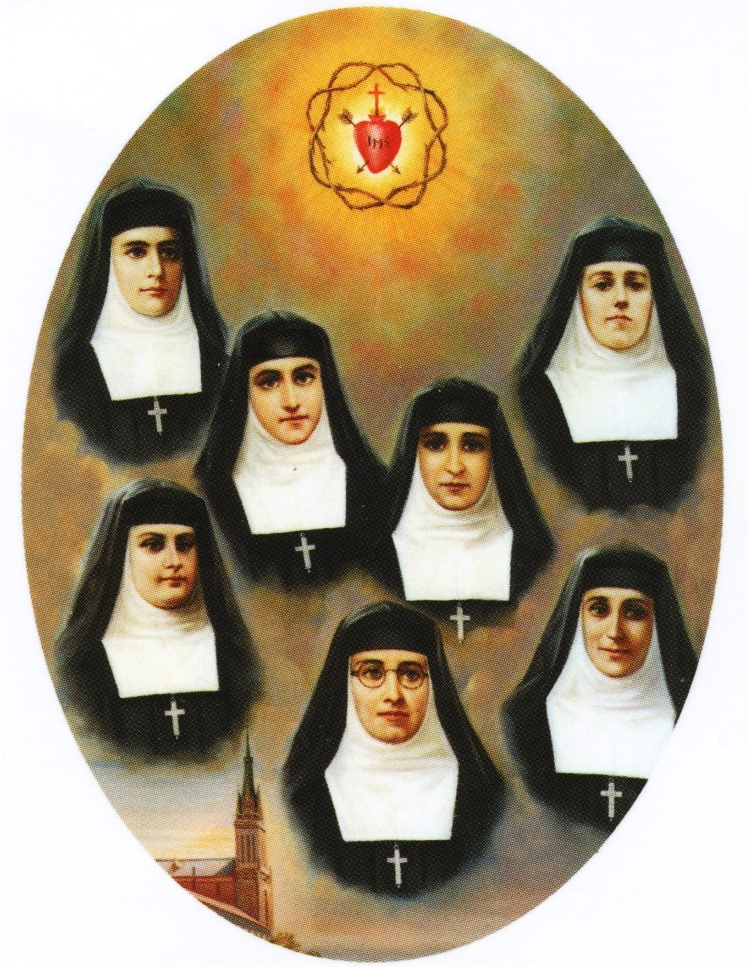
راهبه‌های شهید عیادتی اسپانیایی

در ۱۰ مه ۱۹۹۸، هفت راهبه عیادتی از اولین صومعه مادرید، اسپانیا، که در جریان انقلاب اسپانیا در سال ۱۹۳۶ شهید شدند، توسط **پاپ ژان پل دوم** در رم تطهیر شدند..
- **ماریا گابریلا دِ هینوخوسا ناواروس** (متولد ۲۴ ژوئیه ۱۸۷۲ در آلمها، گرانادا)
- **ترزا ماریا کاوستانی ی آندوآگا** (متولد ۳۰ ژوئیه ۱۸۸۸ در پوئِرتو رئال، کادیز)
- **خوزه‌فا ماریا بارِرا ایزاگیره** (متولد ۲۳ مه ۱۸۸۱ در ال فِرول، لاکرونیا)
- **ماریا اینِس زودایره گالدئانو** (متولد ۲۸ ژانویه ۱۹۰۰ در اِچاوری، ناوار)
- **ماریا سِسیلیا سِندویا آراکیستائین** (متولد ۱۰ ژانویه ۱۹۱۰ در آزپِیتیا، گیپوزکوا)
- **ماریا انگراسیا لِکوئونا آراِمبورو** (متولد ۲ ژوئیه ۱۸۹۷ در اویارزون گیپوزکوا)
- **ماریا آنگِلا اولایسولا گاراگارزا** (متولد ۱۲ نوامبر ۱۸۹۳ در آزپِیتیا گیپوزکوا)[۷]

این راهبه‌ها عضو خانه مادرید فرقه عیادت بودند. در اوایل سال ۱۹۳۶، در جریان جنگ داخلی اسپانیا، با تشدید آزار و اذیت مذهبی، بیشتر جامعه به اورونوز نقل مکان کردند و گروهی از شش راهبه را به سرپرستی خواهر ماریا گابریلا دِ هینوخوسا باقی گذاشتند.
تا جولای در آپارتمان خود محصور شدند، زمانی که همسایه‌ای آن‌ها را به مقامات گزارش داد و در نوامبر ۱۹۳۶ آپارتمانشان بازرسی شد. با این حال، آنها از پناه گرفتن در کنسولگری‌ها خودداری کردند.
عصر همان روز، گشتی از فدراسیون آنارشیست ایبریایی وارد آپارتمان شد و به همه خواهران دستور داد که آنجا را ترک کنند. آنها با ون به منطقه‌ای متروکه منتقل شدند و به ضرب گلوله کشته شدند. ماریا سسیلیا که هنگام شلیک به خواهر کناری اش فرار کرده بود، کمی بعد تسلیم شد و پنج روز بعد در کنار دیوار گورستان در والِکاس در حومه مادرید به گلوله بسته شد.
در سال ۲۰۱۰، به پاسداشت سال جهانی جشن فرقه عیادت، پاپ بندیکت شانزدهم برای کسانی که از صومعه‌ای متعلق به عیادتی‌ها بازدید می‌کردند و در آنجا دعا می‌خواندند، آمرزش کامل (فرصت بخشایش گناهان) در نظر گرفت.
- لئونی مارتین** (۱۸۶۳–۱۹۴۱)، خواهر سوم ترِز دو لیزیو، پس از سختی‌های فراوان در زندگی‌اش، راهبه فرقه عیادت شد. او در دوم ژوئیه ۱۹۰۰ در صومعه عیادت شهر کان در فرانسه حجاب بر سر نهاد و نام خواهر فرانسواز-ترز را برای خود برگزید. در ۲۴ ژانویه ۲۰۱۵، روند تطهیر لئونی آغاز شد و او اکنون به عنوان خادم خدا شناخته می‌شود.